# Андреа Леви
Андреа Леви (енгл. Andrea Levy; Лондон, 7. март 1956 – 14. фебруар 2019) била је британска књижевница најпознатија по романима Small Island (Мало острво) (2004) и The Long Song (Дуга песма) (2010). Рођена је у Лондону од родитеља са Јамајке, а њен рад истражује теме везане за Британске Јамајчане и како они преговарају о расним, културним и националним идентитетима.

## Младост
Леви је била првенствено афро-јамајчанског порекла. Имала је деду Јеврејина по оцу и Шкотског прадеду по мајци.   Она је у чланку из 2004. рекла: „Јевреји су отишли на Јамајку 1600-их. Мој деда по оцу је рођен као православни Јеврејин, из веома строге породице, али је после борби у Првом светском рату постао хришћанин и вратио се и оженио моју баку. Његова породица га се одрекла, тако да не знам много о њима."  Њен отац је дошао у Британију на HMT Empire Windrush 1948, са својом мајком која је пратила касније те године на чамцу од банане. 
Леви је рођена у Арчвеју, северни Лондон,  „четврта беба у породици, на далеком путу“.  Одрасла је на имању у Хајберију, такође у северном Лондону, и имала је типично радничко васпитање. Похађала је гимназију Хајбери Хил  и студирала дизајн и ткање текстила на Middlesex Polytechnic. 

## Каријера
Леви је своју каријеру започела као асистент за костиме, радећи хонорарно у одељењима за костиме Би-Би-Сија и  Краљевске опере,  док је са супругом Билом Мејблином покренула компанију за графички дизајн. Током тог времена, искусила је облик буђења свог идентитета који се тиче и њеног пола и њене расе. На сесији о расној свести са колегама на пројекту сексуалног образовања у Ислингтону, открила је да мора да бира између „беле“ и „црне“ стране, што је нашла као „грубо буђење“. Пошто није прочитала књигу до 23. године , касније је постала свесна моћи књига и почела је да чита „претерано“. Било је довољно лако пронаћи литературу црних писаца из Сједињених Држава, али је могла пронаћи врло мало литературе црних писаца у Уједињеном Краљевству. (Слично признање навело је Маршу Хант 1995. да покрене награду Сага, за коју ће Леви постати судија.) 
Леви је почела да пише средином тридесетих, након што јој је отац умро. То није био терапеутски покушај да се избори са њеним губитком, већ потреба да се разуме одакле је дошла.  Године 1989. уписала је час креативног писања Алисон Фел у City Literary Institute, наставивши са курсом седам година.
Леви се у почетку борила да објави свој рад, а њен први роман је одбило неколико компанија које нису биле сигурне како да пласирају њено писање. Она је у интервјуу из 1999. говорила о „менталитету стада“ издавача забринутих због могуће ограничене тржишне привлачности њеног рада: „главни проблем је био то што су га перципирали само као расу и мислили да ће се допасти само црним читаоцима."   Међутим, као што је Маргарет Бусби приметила, Леви је „доказала да писати о... миграцији из специфичне, али сложене перспективе бити црна енглеска жена није ограничење за проналажење широке и захвалне читалачке публике, али у ствари управо супротно“. 

## Рад
Године 1994. објављен је први Левијев роман, полуаутобиографски Every Light in the House Burnin, који је привукао позитивне критике. Independent on Sunday је навео: „Ова прича о младој девојци 60-их година у северном Лондону, детету миграната са Јамајке, стоји у поређењу са неким од најбољих прича о одрастању у сиромаштву – духовита и дирљива, непоколебљива и без сентименталности“.  Њен други роман,Never Far from Nowhere (Никад далеко од нигде) (1996), је прича о пунолетству о две сестре јамајчанског порекла, Вивијан и Олив, које су одрастале у Финсбери парку у Лондону 1970-их. Био је на дугој листи за Женске награде за белетристику.
После Never Far from Nowhere (Никад далеко од нигде), Леви је први пут посетила Јамајку и оно што је сазнала о прошлости своје породице дало је материјал за њену следећу књигу, Fruit of the Lemon (1999). Радња романа смештена је у Енглеску и Јамајку током Тачерове ере, наглашавајући разлике између домородаца Јамајке и њихових британских потомака. The New York Times је приметио да роман „осветљава општу ситуацију са којом се суочавају сва деца постколонијалних имиграната“. 
Левијев четврти роман, Small Island (Мало острво) (2004), који се бави непосредним исходима Другог светског рата и миграцијом на оно што је постало познато као Генерација ветрова, био је критички успех.  Мајк Филипс је у The Guardian похвалио је писање и тему, назвавши га Левијевом "великом књигом".  Сама Леви је 2004. рекла: „Када сам стварала Мало острво, нисам намеравала да пишем о рату. Хтела сам да почнем 1948. са две жене, једном белом, једном црнком, у кући у Ерлс Корту, али када сам питала себе, 'Ко су ови људи и како су дошли овде?' Схватила сам да је 1948. била толико блиска рату да ништа није имало смисла без њега. Ако би сваки писац у Британији писао о ратним годинама, и даље би било прича које треба испричати, а нико од нас не би се приближио ономе што је стварно. То је био тако невероватан раскол средином века. А људи са Кариба су изостављени из причања те приче, па покушавам да их вратим у њу. Али не причам то само са Јамајчанског гледишта. Желим да причам приче из црно-белог искуства. То је заједничка историја."  Мало острво је освојио три награде, Whitbread Book of the Year, Женску награду за белетристику и Commonwealth Writers' Prize.  Роман је касније претворен у дводелну телевизијску драму истог наслова коју је емитовао Би-Би-Си у децембру 2009.  Сценска адаптација коју је написала Хелен Едмундсон премијерно је изведена у Оливијер театру Народног позоришта 2019.  која се враћа 2022. 
Левијев пети и последњи роман, The Long Song (Дуга песма), освојио је 2011. Награду Волтера Скота  и био је у ужем избору за Награду Букер 2010. године. The Daily Telegraph назвао га је "сензационалним романом".  Кејт Келавеј у The Observer је прокоментарисала: „Дуга песма се чита са оном врстом узавреле лакоће која се може победити само напорним радом“.  Роман је адаптиран као троделна телевизијска серија BBC One која је емитована у децембру 2018.  
Левијева кратка књига Six Stories and an Essay (Шест прича и есеј) објављена је 2014.  Почиње аутобиографским есејем и укључује приче које су извучене из различитих животних искустава.  Леви је допринела антологији New Daughters of Africa (Нове кћери Африке) за 2019. (уредила Маргарет Базби ), која је омогућила годишњу стипендију на SOAS Универзитету у Лондону.  
Бони Грир одала је почаст Андреи Леви: „За сваког великог писца, њихова прича је у њиховом делу, и то је све што заиста треба да знате... Оно што је она описала био је народ који је саставни део онога што Велика Британија јесте. Сада и заувек. А њихов бард, Андреа Леви, је бесмртан." 
The Bookseller је 2019. приметио да је у Великој Британији Леви продала „укупно 1,23 милиона књига за 7,9 милиона фунти, при чему је Small Island њен бестселер, продавши 758.203 примерка у меком повезу и још 120.749 за ТВ везу. Најпродаванији добитник Женске награде за белетристику до сада“. 

## Наслеђе

### Документарни филм "Андреа Леви: Њена острвска прича" (2018)
Леви је била тема филмског профила под насловом „Андреа Леви: прича о њеном острву“, први пут приказаног у децембру 2018. у телевизијској документарној серији BBC One Алана Иентоба Imagine. 

### Радио профил "Андреа Леви: Њеним речима" (2020)
Програм BBC Radio 4 „Андреа Леви: Њеним речима“ емитован је 8. фебруара 2020. у серији Архива на 4, на основу детаљног интервјуа из 2014. са усменом историчарком Саром О'Рајли за ауторе Британске библиотеке Пројекат Ливес, у којем је Леви говорила под условом да снимак буде објављен тек након њене смрти. Интервју је био пропраћен прилозима Левијевих пријатеља укључујући Герија Јанга, баронесу Лолу Јанг, Луиз Даути и Маргарет Базби, као и Левијевог мужа Била Мејблина.  

### Књижевни архив
У фебруару 2020. објављено је да је Британска библиотека набавила Левијеву књижевну архиву, укључујући свеске, истраживачки материјал, преписку, мејлове и аудио записе.    
Британска библиотека је 2023. године известила да је повратила раније непознати материјал са Левијевог рачунара, укључујући планирану ТВ серију о медицинској сестри Мери Сикол, рани нацрт Малог острва и рад на чињеничној серији о детаљној историји Кариба за Би-Би-Сија који се никада није остварио. 

### Спомен плоча
У Левијеву част откривена је плоча наслеђа Излингтона на њеној кући из детињства у Twyford House, Elwood Street, у Хајберију, 14. марта 2020. године, на церемонији којој су присуствовали њен супруг Бил Мејблин и чланови породице, одборници Излингтона, бароница Лола Јанг и други пријатељи.   

### Збирка пера Краљевског књижевног друштва
У новембру 2020. објављено је да ће Леви бити први обојени писац чије ће се перо придружити историјској колекцији Краљевског друштва књижевности, која укључује оловке Џорџа Елиота и Лорда Бајрона. 

## Лични живот и смрт
Леви је била удата за Била Мејблина.  Умрла је 14. фебруара 2019. године, у доби од 62 године,   након што је 15 година живела са метастатским раком дојке, а њен пепео је закопан на источној страни гробља Хајгејт. 

## Награде и почасти
- 2004: Женска награда за белетристику, победник, Small Island (Мало острво). [22]
- 2004: Whitbread Book of the Year, победник, Small Island (Мало острво). [22]
- 2005: Награда писаца Комонвелта, победник, Small Island (Мало острво). [51]
- 2005: Изабрана за члана Краљевског књижевног друштва [52]
- 2010: Награда Букер, ужи избор, The Long Song (Дуга песма).[27]
- 2011: Награда Волтера Скота, The Long Song (Дуга песма).
- 2012: Почасна стипендија Универзитета Краљица Мари у Лондону. [53]